# Ligue de la patrie française

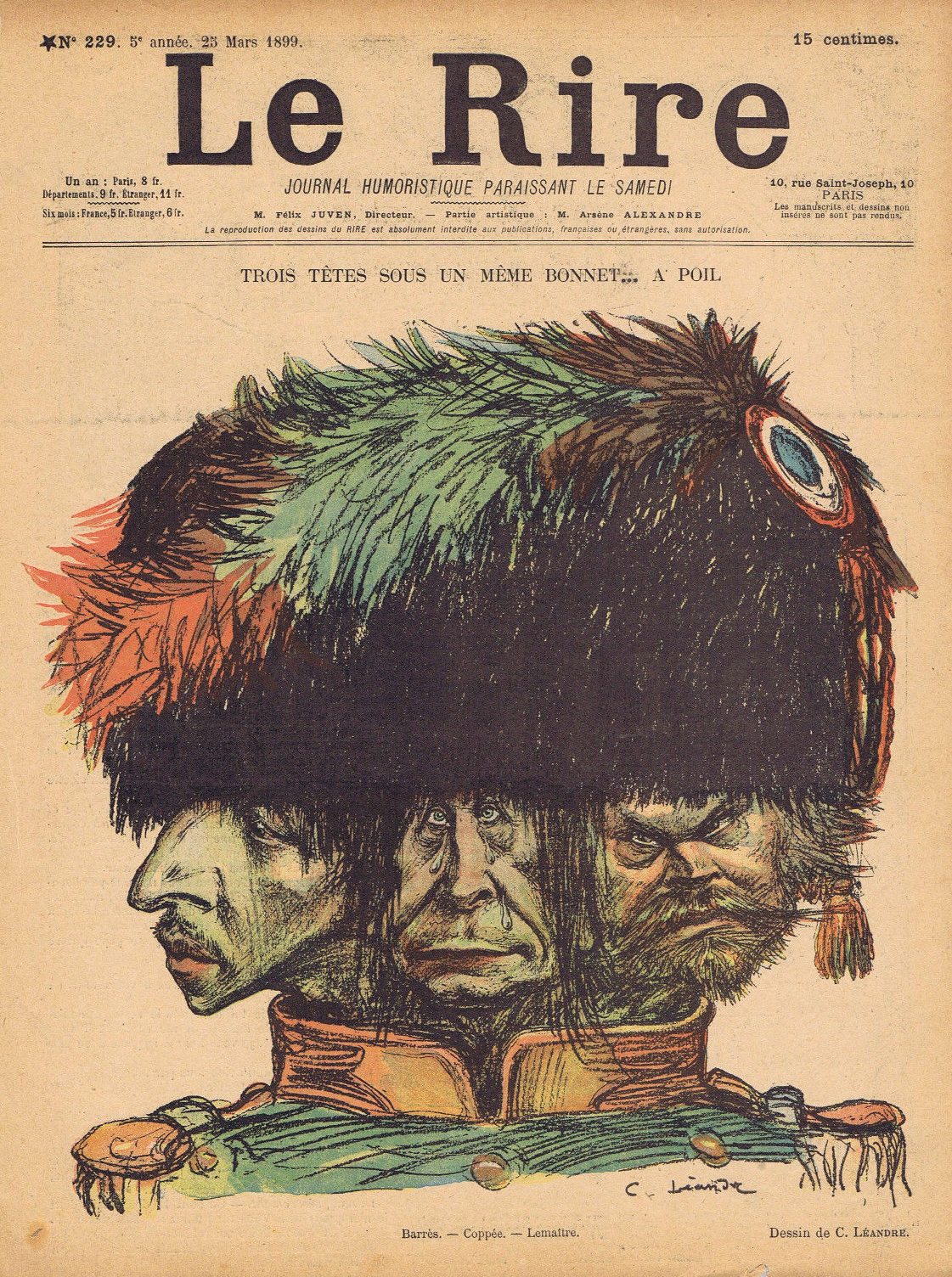
Karikatur von Maurice Barrès, François Coppée und Jules Lemaître; die Ligue de la patrie française, gesehen von Charles Léandre in Le Rire, 1899.

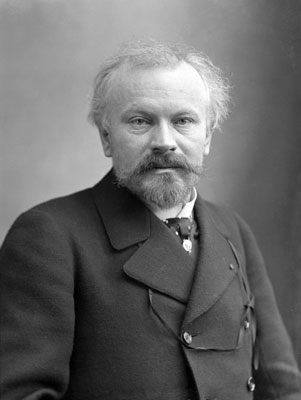
Porträt Jules Lemaître

Die Ligue de la patrie française (Liga für das französische Vaterland) war eine französische politische Organisation mit nationalistischer Ausrichtung, die am 31. Dezember 1898 im Zusammenhang mit der Dreyfus-Affäre gegründet wurde und die bis 1904 bestand. Die Liga vereinte intellektuelle und weltliche Anti-Dreyfusards.

## Geschichte
Die Ligue de la patrie française wurde als Reaktion auf die Gründung der Ligue des Droits de l’Homme ins Leben gerufen, um die heterogenen antidreyfusardischen Kräfte zu bündeln und zu organisieren. Ihr gehörten Professoren und Künstler ebenso an wie Boulangisten und Bonapartisten. Ihre Aktivitäten blieben begrenzt. Bei den Kommunalwahlen 1900 triumphierte sie vor allem in Paris. Dem Wahlsieg der Linken 1902 konnte sie jedoch nicht standhalten, ebenso wenig wie die Ligue des Patriotes von Paul Déroulède, die ebenfalls 1904 offiziell aufgelöst wurde. Die beiden wichtigsten Köpfe der Ligue waren der Schriftsteller Maurice Barrès und der Literaturkritiker Jules Lemaître, ihr Präsident.
Die Ligue unterschied sich von anderen antidreyfusardischen Gruppierungen: von der Ligue des patriotes, die Boulanger unterstützt hatte und der parlamentarischen Republik zunehmend feindselig gegenüberstand, sowie von der Ligue nationale anti-sémitique de France, gerade weil sie es vermied, mit diesem Antisemitismus in Verbindung gebracht zu werden. Sie vereinte also nationalistische Konservative, die die Armee gegen die Dreyfusards unterstützen wollten, ohne die Republik in Frage zu stellen. Auf dieser Grundlage war ihr Zusammenhalt jedoch sowohl doktrinär als auch strategisch schwach. Daher gelang es ihr nicht, über die Eliten und Intellektuellen hinaus, aus denen sie zu zwei Dritteln bestand, zu mobilisieren. Nach dem Austritt von Barrès 1901 und Coppée 1902 konnte sie auch die Wahlniederlage im selben Jahr nicht verkraften. Sie näherte sich der ihr nahestehenden konservativen Rechten an und versuchte 1904, in der Action libérale populaire aufzugehen, was ihr jedoch nicht gelang, da die Action libérale, die aus ehemaligen Monarchisten bestand, die sich der Republik angeschlossen hatten, ihr vorwarf, die katholische Kirche nicht klar zu verteidigen. Mangels eines ausreichend starken ideologischen Rückgrats zerfiel sie schließlich in verschiedene konservative Strömungen.

## Mitglieder
Die unten aufgelisteten Personen gehören zu den Unterzeichnern der ersten Erklärung der Liga. Diese lautete:

« Die Unterzeichneten, erschüttert durch die Fortdauer und die Verschlimmerung der verhängnisvollsten aller Unruhen, überzeugt, dass sie nicht länger andauern können, ohne die lebenswichtigen Interessen des französischen Vaterlandes tödlich zu gefährden, insbesondere jene, deren ruhmreiches Vermächtnis in den Händen der nationalen Armee liegt, überzeugt auch, dass sie damit die Meinung Frankreichs zum Ausdruck bringen, haben beschlossen, innerhalb der Grenzen ihrer Berufspflicht zu arbeiten und, indem sie sich dem Fortschritt der Ideen und der Sitten anpassen, die Traditionen des französischen Vaterlandes zu bewahren: sich ohne sektiererische Gesinnung zu vereinigen und zusammenzuschließen, um in diesem Sinne durch Wort, Schrift und Beispiel nützlich zu wirken und den Geist der Solidarität zu stärken, der alle Generationen eines großen Volkes durch die Zeiten hindurch verbinden soll. »

Die Mitglieder des am 19. Januar 1899 gewählten Komitees sind fettgedruckt.
- Juliette Adam
- Paul Allard[4]
- Henri Allouard
- Émile Hilaire Amagat
- Victor-Eugène Ardouin-Dumazet[5]
- Albert Aublet
- Gaston d’Audiffret-Pasquier
- Auguste Audollent[6]
- Ernest Babelon
- Germain Bapst[7]
- Charles Barbier de Meynard
- Arvède Barine
- Maurice Barrès
- Anatole de Barthélemy[8]
- Albert Bartholomé
- Charles-Albert Costa de Beauregard
- André Bellessort
- Jean Béraud
- Jacques-Émile Blanche
- Jules Adrien Blanchet[9]
- Gaston Boissier
- Robert de Bonnières
- Henri de Bornier
- Théodore Botrel
- Paul Bourget
- Joseph Boussinesq
- Henri Boutet[10]
- Pierre de Bréville
- Adolphe Brisson[11]
- Jules Brisson[12]
- Albert de Broglie
- Charles Jules Edmée Brongniart
- Ferdinand Brunetière
- Robert de Caix de Saint-Aymour[13]
- Octave Callandreau[14]
- Caran d’Ache
- Émile Auguste Carolus-Duran
- Albert Carré[15]
- Jules Case
- Godefroy Cavaignac
- Charles Champigneulle
- Honoré Champion[16]
- Anatole Chauffard[17]
- Victor Cherbuliez
- Arthur Chuquet
- Léo Claretie[18]
- Édouard Clunet[A 1]
- Édouard Collignon
- François Coppée
- Gustave Courtois
- Léon Crouslé[19]
- Pascal Dagnan-Bouveret
- Léon Daudet
- Louis Dausset[20]
- Camille Debans[21]
- Edgar Degas
- Louis Delsol[22]
- Joseph Denais[23]
- Léon Deschamps[24]
- Édouard Detaille
- Léon Dierx
- Albert de Dion
- Jules Domergue[A 2]
- Auguste Dorchain[25]
- René Doumic
- Marcel Dubois[26]
- Guillaume Dubufe[27]
- Pierre Duhem
- Fernand Engerand[28]
- Emmanuel des Essarts
- François Fabié[29]
- Gustave Fagniez
- Émile Faguet
- George Fonsegrive[30]
- Jean-Louis Forain
- Paul Foucart
- Henri Froidevaux[31]
- Henry Gauthier-Villars
- Augustin Gazier[32]
- Émile Gebhart
- Jean-Léon Gérôme
- Alfred Giard
- Georges Goyau
- Alfred Grandidier
- Georges Grosjean[33]
- Gustave Guiches[34]
- Adolphe Guillot[35]
- Gyp
- Maurice Hauriou
- Paul-Gabriel d’Haussonville
- Alexandre Hepp[36]
- José-Maria de Heredia
- Charles Hermite
- Antoine Héron de Villefosse[37]
- Henry Houssaye
- Henri Huchard[38]
- Émile Charles Huet[39]
- Ferdinand Humbert
- Vincent d’Indy
- Jean-Antoine Injalbert
- Paul Janet
- Félix Jeantet[40]
- Ernest de Jonquières
- Camille Jordan
- Édouard Francis Kirmisson[41]
- Pierre Laffitte
- François Lafon
- Albert de Lapparent
- Robert de Lasteyrie[42]
- Gaston de Latenay[43]
- Henri Lavedan
- Henry Le Chatelier
- Jean Lecomte du Nouÿ
- Jean-Maurice Le Corbeiller[44]
- Louis Léger[45]
- Ernest Legouvé
- Jules Lemaître
- Émile Lemoine
- Claude Léouzon-le-Duc[46]
- Auguste Longnon
- Henri Lorin[47]
- Pierre Louÿs
- Fery de Ludre[48]
- François de Mahy
- René Maizeroy[49]
- Anatole Marquet Vasselot[50]
- Thierry de Martel
- Frédéric Masson
- Charles Maurras
- Stanislas Meunier[51]
- Alfred Mézières
- Frédéric Mistral
- Parfait-Louis Monteil
- Georges Montorgueil
- Albert de Mun
- Jacques Normand
- Maurice d’Ocagne
- Paul Perret[52]
- Edmond Perrier
- Louis Petit de Julleville
- Émile Picard
- Frédéric Plessis
- Charles Ponsonailhe[53]
- Laurent Prache[54]
- Octave Pradels[55]
- Maurice Pujo[56]
- Jean-François Raffaëlli
- Alfred Nicolas Rambaud
- Onésime Reclus[57]
- Auguste Renoir
- Eugène Rouart[58]
- Ernest Rouart[59]
- Henri Rouart
- Eugène Rouché
- Edmond Rousse
- René de Saint-Marceaux
- Francisque Sarcey
- Pierre de Ségur
- Armand Silvestre
- Albert Sorel
- Maurice Spronck[60]
- Gabriel Syveton[61]
- Maurice Talmeyr
- André Theuriet
- Edmond Thiaudière[62]
- Georges Thiébaud[63]
- Paul Thureau-Dangin
- Suzanne Valadon
- Albert Vandal
- Henri Vaugeois[64]
- Jules Verne
- Melchior de Vogüé
- Eugène-Melchior de Vogüé
- Charles Wolf